# بسيسة
البسيسة أو الروينة أو الزَّمِّيتَة أو الزُميطة أو الرَّغِيْدَةُ أو السويقة أو الغَرِيضَة أو الحويسة. «تختلف طريقة التحضير حسب أختلاف المُسمى وثقافة البلد ونوع المحصول إلا ان المبدء واحد»، هي أكلة تصنع من الطحين وجزء من المطبخ التونسي والمطبخ الليبي والمطبخ الجزائري ومطبخ اليهود الشرقيين.

## تاريخ
البسيسة أكلة قديمة جدا تعود أصولها إلى العهد الروماني والقرطاجى والبيزنطي، وهي معروفة في كل من تونس وليبيا والجزائر، ولكن في الجزائر يطلق عليها الروينة وكلمة بسيسة تطلق على أكلة أخرى وميزتها أنها أكلة الفقير والغني معا، ويكاد لا يخلو منها بيت. لكن في الشرق الجزائري يطلق عليها لبسيسة وهي نفسها المعروفة في ليبيا

## مكوناتها
تصنع من الحلبة الطحين العدس الكركم الكمون القمح أو الشعير والحمص، حيث يقع قلي هذه الحبوب ثم ترحى لتتحول إلى طحين، وقد تضاف إليه بعض المواد الأخرى كالتوابل والاعشاب أو السكر... ويمكن تناولها إما كسائل حيث تخلط في الماء أو الحليب، كما يمكن أن تخلط بالزيت وربما بالعسل لتصبح في قالب عجين، وتستهلك على هذه الحالة. وقد تأكل مجردة أو بالخبز والأفضل والألذ أكلها بالتمر أو التين.
- كان المسافر يتزود في طريقه بالبسيسة لسهولة حملها وقيمتها الغذائية الكبيرة.

## مهرجان
في إطار شهر التراث الذي ينتظم سنويا فيما بين 18 أفريل و18 ماي، تشهد مدينة لمطة التونسية منذ عام 2000، مهرجان البسيسة، حيث تجري مسابقة لأحسن أكلة بسيسة بالبلاد التونسية.

## معرض صور

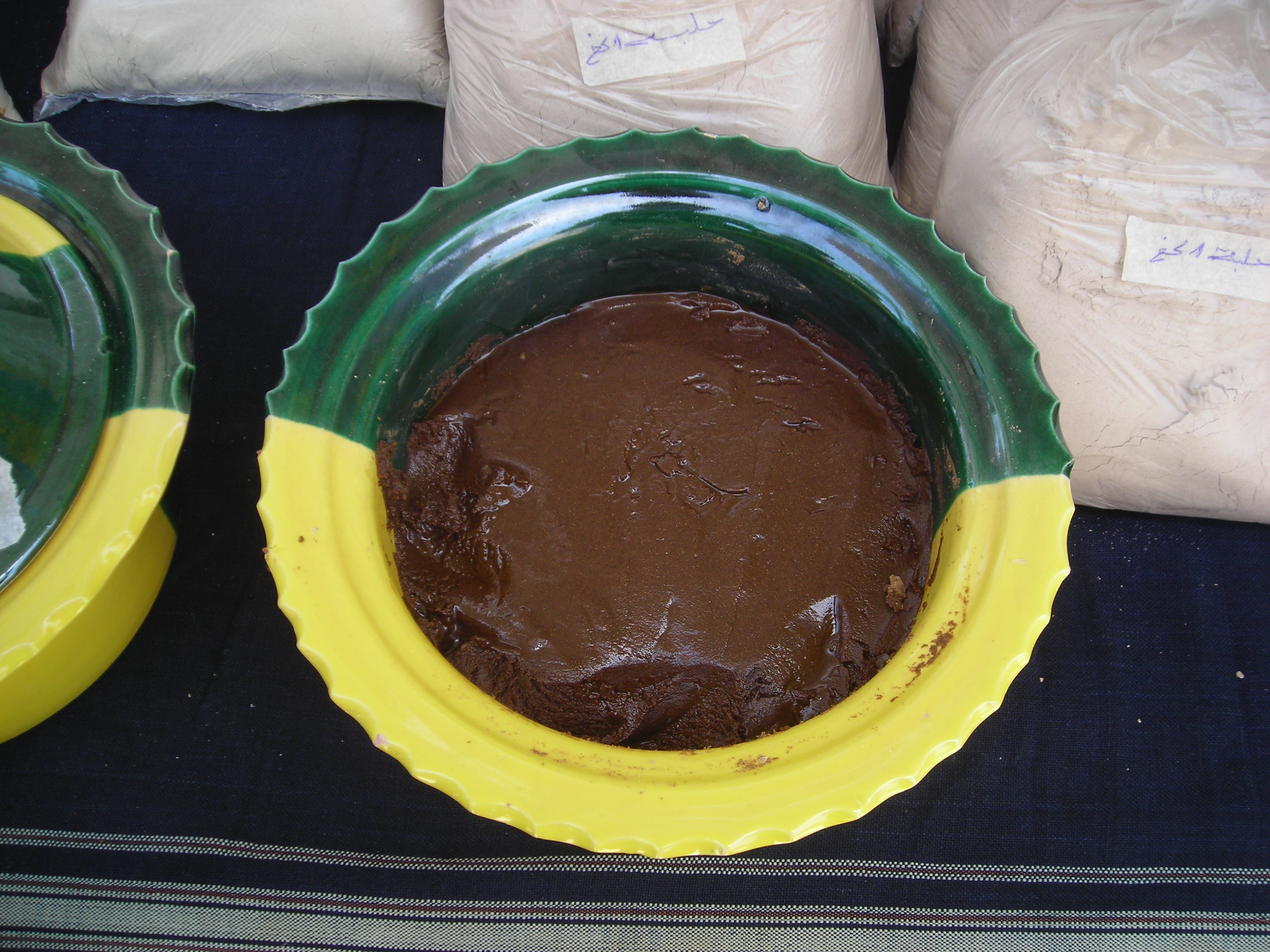
نوع من بسيسة الحلبة
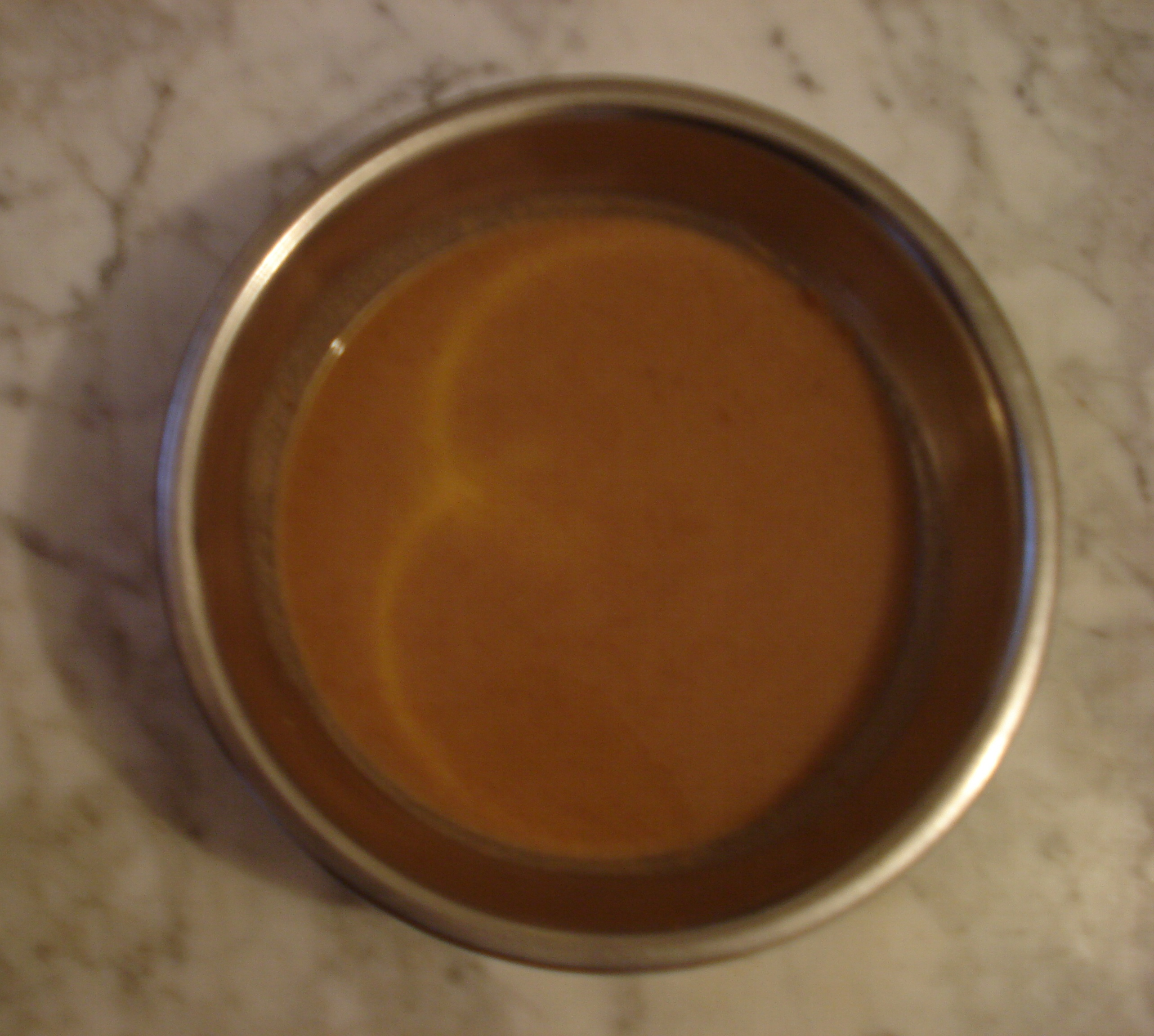
البسيسة الجربية
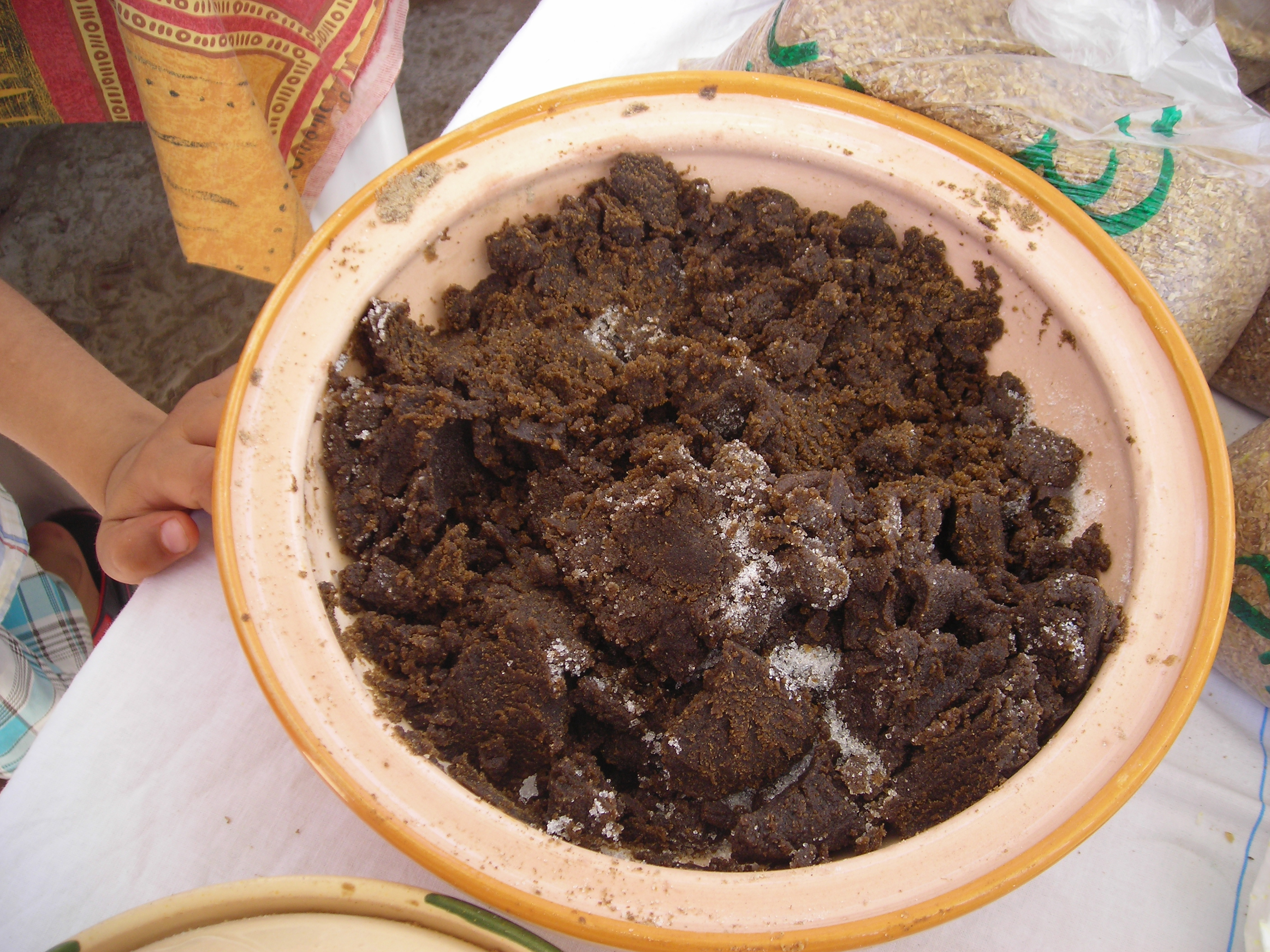
بسيسة شعير
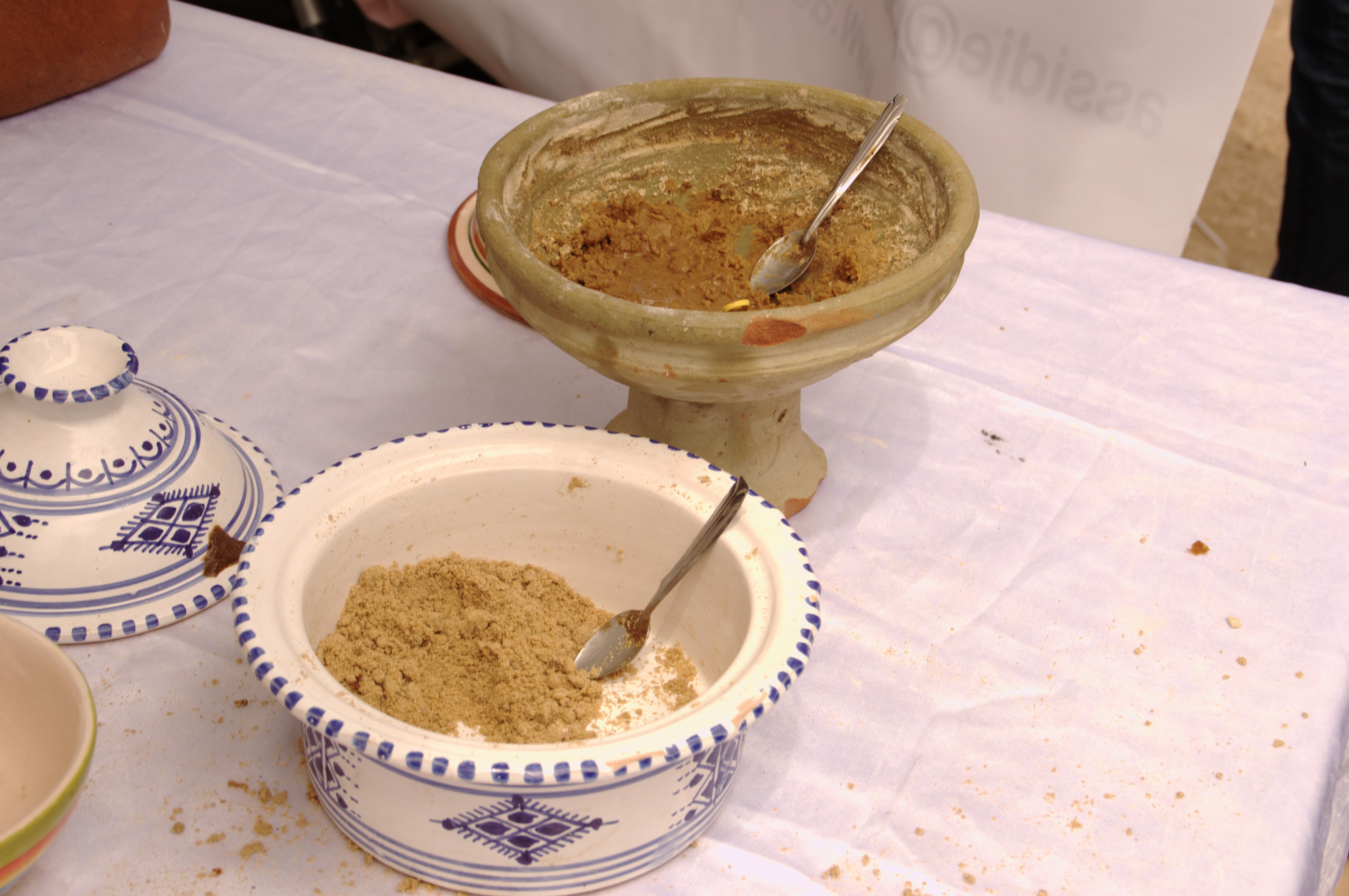
بسيسة مدينة جربة في تونس